# Ilustres ignorantes
Ilustres ignorantes és un programa de televisió espanyol presentat per Javier Coronas i amb els col·laboradors habituals Javier Cansado i Pepe Colubi. Actualment s'emet en #0 de forma setmanal. Es gravava habitualment a la sala Galileo Galilei de Madrid, encara que la ubicació ha estat diferent en algunes ocasions. Des de gener de 2016 passa a gravar-se en el Teatre Calderón (Madrid).
A cada programa, es presenten a dos convidats (quatre, en cas dels episodis especials). El presentador introdueix un tema amb un fragment d'una sèrie o d'una pel·lícula que serveixi d'exemple sobre el que es debatrà en el programa i, a continuació, es realitza una sèrie de preguntes al voltant del tema que es debat, encara que sempre amb un to humorístic. Seguidament, el presentador realitza preguntes amb respostes curtes i, per finalitzar, es realitza una sola ronda de preguntes que mesuren els coneixements tant dels col·laboradors com dels convidats.
Recentment han celebrat el seu programa número 100. En el mateix, revel·laven que es van fer tres proves per triar presentador, entre els quals es trobava Pepe Colubi. Finalment, Javier Coronas va ser l'escollit.
Aquest programa va guanyar el Premi Ondas a Millor Programa d'Entreteniment l'any 2014.

## Episodis i audiències
| temporada | temporada | episodis |
| --------- | --------- | -------- |
|           | 1         | 26       |
|           | 2         | 17       |
|           | 3         | 21       |
|           | 4         | 22       |
|           | 5         | 22       |
|           | 6         | 21       |
|           | 7         | 21       |
|           | 8         | 20       |
|           | 9         | 21       |
|           | 10        | 4        |
| 'Total'   | 'Total'   | 195      |

### Novena temporada (2016)
| Llista d'episodis emesos | Llista d'episodis emesos | Llista d'episodis emesos      | Llista d'episodis emesos          | Llista d'episodis emesos | Llista d'episodis emesos |
| #Total                   | # Temp.                  | Títol                         | Convidats                         | Data d'emissió           | Audiència                |
| ------------------------ | ------------------------ | ----------------------------- | --------------------------------- | ------------------------ | ------------------------ |
| 154                      | 1                        | «Il·lustres sota # 0»         | Joaquín Reyes i Pepe Rodríguez    | 2016.02.01               | 106.000 i 0,5%           |
| 155                      | 2                        | «L'avorriment»                | Alaska i Florentino Fernández     | 2016.02.09               | 94.000 i 0,5%            |
| 156                      | 3                        | 'La venjança »                | Ignatius Farray i Laura Sánchez   | 2016.02.16               | 106.000 i 0,5%           |
| 157                      | 4                        | «Els rècords»                 | Iñaki Urrutia i Raúl Cims         | 2016.02.23               | 60.000 i 0,3%            |
| 158                      | 5                        | «Les revetlles»               | Ana Morgade i El Langui           | 2016.02.29               | 81.000 i 0,4%            |
| 159                      | 6                        | «Els concerts»                | Beu i Ramon Arangüena             | 2016.03.08               | 69.000 i 0,3%            |
| 160                      | 7                        | «Xarxes socials»              | David Trueba i David Fernández    | 2016.03.15               | 48.000 i 0,2%            |
| 161                      | 8                        | «Ser culte»                   | Michael Robinson i Pepín Tre      | 2016.03.22               | 60.000 i 0,3%            |
| 162                      | 9                        | «Temps lliure»                | Paco Calavera i Eva González      | 2016.03.29               |                          |
| 163                      | 10                       | «Els sogres»                  | Leo Harlem i Amaya Valdemoro      | 2016.04.05               | 44.000 i 0,2%            |
| 164                      | 11                       | «Setè art»                    | Txabi Franquesa i Rodrigo Cortés  | 2016.04.12               |                          |
| 165                      | 12                       | «Els premis»                  | Gonzalo de Castro i Sara Escudero | 2016.04.19               |                          |
| 166                      | 13                       | «El càstig»                   | Esteban Navarro i Antonio Orozco  | 2016.04.26               |                          |
| 167                      | 14                       | «Els capritxos»               | Iggy Rubin i Raúl Gómez           | 2016.05.03               | 45.000 i 0,2%            |
| 168                      | 15                       | «Els jocs»                    | David Muñoz i José Muñoz          | 2016.05.10               |                          |
| 169                      | 16                       | «Animals de companyia»        | Sílvia Abril i Dani Rovira        | 2016.05.17               | 63.000 i 0,3%            |
| 170                      | 17                       | «La temptació»                | Manuel Burque i Ernesto Sevilla   | 2016.05.24               | 62.000 i 0,3%            |
| 171                      | 18                       | «Els sentits»                 | Olga Viza i Antonio Castelo       | 2016.05.31               | 74.000 i 0,4%            |
| 172                      | 19                       | «Ser solidari»                | Santi Balmes i Xavi Daura         | 2016.06.07               |                          |
| 173                      | 20                       | «La jubilació»                | Poty i Fernando Gil               | 2016.06.14               | 47.000 i 0,2%            |
| 174                      | 21                       | «Premis Il·lustres Ignorants» | I Edició                          | 2016.06.19               | 65.000 i 0,4%            |

### Desena temporada (2016-2017)
| Llista d'episodis emesos | Llista d'episodis emesos | Llista d'episodis emesos | Llista d'episodis emesos                        | Llista d'episodis emesos | Llista d'episodis emesos |
| #Total                   | # Temp.                  | Títol                    | Convidats                                       | Data d'emissió           | Audiència                |
| ------------------------ | ------------------------ | ------------------------ | ----------------------------------------------- | ------------------------ | ------------------------ |
| 175                      | 1                        | l'actualitat             | Pepín Tre, Dani Rovira, Quequé i David Broncano | 13 set de 2016           |                          |
| 176                      | 2                        | el postureo              | Luis Piedrahita i Xoel López                    | 20 set de 2016           | 85.000 i 0,5%            |
| 177                      | 3                        | «El compromís»           | Agustín Jiménez i Alejandro Alcaraz             | 27 set de 2016           |                          |
| 178                      | 4                        | «La imaginació»          | Juan Ibáñez i Miki Esparbé                      | 4 oct de 2016            | 67.000 i 0,4%            |
| 179                      | 5                        | «Altres esports»         | José Corbacho i Ricardo Castella                | 11 oct de 2016           | 61.000 i 0,3%            |
| 180                      | 6                        | «Els descobriments»      | Carlos Jean i Arturo González Camps             | 18 oct de 2016           | 48.000 i 0,3%            |
| 181                      | 7                        | «Els genis»              | José Mercé i Àlex Clavero                       | 25 oct de 2016           |                          |
| 182                      | 8                        | «La nit americana»       | Mirin Ibarguren i Jordi Ponce                   | 1 nov de 2016            |                          |